# Jaromír Tobola
Jaromír Tobola (23. března 1916 Kobylničky – 18. února 1988 Olomouc) byl český katolický kněz, teolog a profesor biblických věd.

## Život

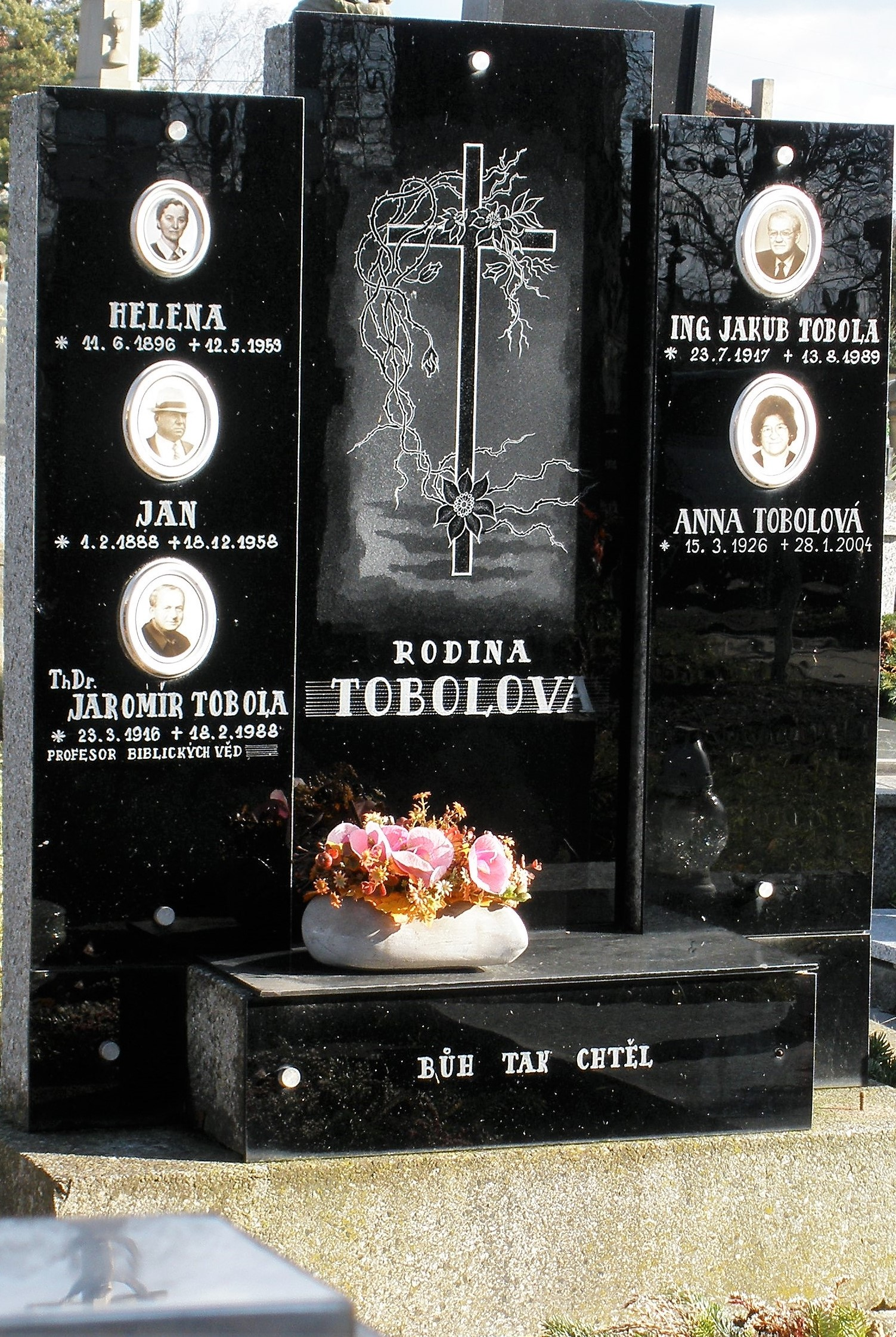
Hrob ThDr. J. Toboly

Klasické gymnázium v Prostějově, kde získal středoškolské vzdělání, zakončil maturitou s vyznamenáním dne 6. 6. 1935. Se studiem ke kněžství začal na Cyrillo-Methodějské bohoslovecké fakultě v Olomouci v letech 1935-1936. Po 2 semestrech pokračoval na Lateránské univerzitě v Římě (Pontificium Athaeneum Lateranense). V semináři našel svůj vzor v osobnosti spirituála P. Aloise Storka, TJ. Studium zakončil licenciátem teologie v roce 1941. Na kněze byl však vysvěcen již v roce 1940. Během II. světové války zůstal v Římě a věnoval se studiu biblických věd na Papežském biblickém institutu (Pontificium Institutum Biblicum), v letech 1941-1943. Studium zakončil licenciátem biblických věd dne 6. listopadu 1943 (ThLic.). Po skončení války navštívil rodný kraj a 28. září 1945 měl v Prostějově opožděnou primici. Vrátil se opět na Lateránskou univerzitu v Římě, kde předložil disertační práci s názvem Prophetiae de Messia in operibus s. Justini a 12. června 1946 byl promován doktorem teologie (ThDr.). Poté se vrátil do poválečného Československa a začal působit v pastoraci jako kaplan a provisor v Hlučíně. Od 25. července 1950 do 21. dubna 1953 pobýval v internačních táborech komunistického režimu (Želiv, Hájek u Prahy). Následně sloužil na Slovensku u PTP. Od 28. dubna 1954 do 31. prosince 1968 byl mimo kněžskou službu a byl zaměstnán jako dělník v Prostějově v n. p. Agrostroj. Dnem 23. listopadu 1968 byl jmenován lektorem pro Starý zákon a hebrejštinu na Římskokatolické Cyrilometodějské bohoslovecké fakultě v Praze se sídlem v Litoměřicích, pobočce v Olomouci, s nástupem od 1. ledna 1969. 31. března 1969 byl jmenován na CMBF odborným asistentem pro Starý Zákon a hebrejštinu. Jeho působení na CMBF bylo ukončeno na konci akademického roku 1970–1971. Poté se na krátký čas vrátil do pastorace. 27. prosince 1971 byl pro akademický rok 1971–1972 jmenován na CMBF lektorem. Dne 26. července 1972 byl zde jmenován pro akademický rok 1972–1973 lektorem pro obor vědecké metody moderní biblistiky. V letech 1969–1972 vyučoval Starý zákon, v letech 1969–1971 hebrejštinu a v roce 1972–1973 volitelný kurz vědecké metody moderní biblistiky. Jeho působení na Cyrilometodějské bohoslovecké fakultě bylo ukončeno 30. června 1973. Poté se vrátil do pastorace v Olomouci-Hejčíně a v Olomouci-Nových Sadech. Zemřel náhle 18. února 1988 v Olomouci, v arcibiskupské rezidenci. Pochován byl na hřbitově v Prostějově - Vrahovicích. Je považován za jednoho z nejvýznamnějších českých biblistů. V jeho pozůstalosti se zachovalo přes 80 strojopisných stran odborných poznámek k Renčově překladu bible, které básník akceptoval. Jde o překlad básnický, třebaže zároveň významově přesný.